# Стерлитамакский русский драматический театр
Стерлитамакский русский драматический театр — один из старейших театров Башкортостана.

## История театра
Ещё в начале XX века в Стерлитамаке кипела культурная жизнь: работали русские театры, оперный ансамбль и был открыт первый башкирский драматический театр. Днём рождения театра можно считать 5 февраля 1946 года: 4 января 1941 года было издано распоряжение СНК РСФСР, а 5 февраля вышло постановление СНК БАССР о закреплении в Стерлитамаке Белорецкого драматического театра, находящегося в городе на гастролях, и его переименовании в Русский драматический театр. Первым директором стал И. И. Чернышевский-Толкачёв, с августа 1946 года труппу возглавил художественный руководитель заслуженный артист БАССР Константин Христофорович Шахбазиди.

### Труппа театра
В театре работали такие режиссёры, как С. Оборенко, К. Хотяновский, Н. Березин, О. Зарянкин, А. Бовен, художники-сценографы Л. Алексеев, М. Кузнецов, М. Шнейдерман, В. Хлыбов. Директором театра с 1960 по 1987 годы был заслуженный артист Республики Башкортостан Б. Земло, главными режиссёрами были В. Гриценко, заслуженный деятель искусств БАССР Е. Меркулович, заслуженный деятель искусств РБ Д. Шрагер, П. Ремизов, А. Полянкин, М.Кульбаев, И. Черкашин. В начальный период деятельности театра ядро коллектива представляли народный артист БАССР П. Ремизов, заслуженные артисты БАССР Б. Земло, Е. Вильчевская, М. Маркелова, А. Злобинская, В. Тарасевич, И. Шмаков, Б. Спасский, Г. Должанская, С. Светланова, З. Киреева, В. Пастаногов, артисты Э. Морская, Т. Васильева-Шахбазиди, Т. Малинина, А. Лесная, Н. и Г. Акуловы, Г. Клименко, А. Медведев, В Астахов, А. Зазыбин, Ю. Ноздрин, Н. и Л. Романченко, С. Стафурский, Р. Устинова, В. Полянкина. Позднее труппу пополнили В. Бродская, Г. Муштаков, С. Патраева, О. Черных, С. Закирова и другие. В своё время их работы в спектаклях были отмечены наградами и большой зрительской любовью.
В труппу входят заслуженный артист РФ и народный артист РБ Николай Панов, заслуженная артистка РФ и народная артистка РБ Зоя Киреева, народная артистка РБ Валентина Бродская, народный артист РБ Геннадий Муштаков, заслуженные артисты РБ Сергей Юрьевич Дербенцев, Галина Романовна Шулепова, народная артистка РБ, лауреат Государственной республиканской молодёжной премии им. Ш. Бабича Светлана Гиниятуллина, заслуженные артисты РБ А. Туганова, А. Шабаев, артисты А. Подзигунов, Д. Хисамов, О. Бовен, С. Сапунов, Ю. Шабаева, А. Гришкина, И. Сахапов, Е. Тодорова и другие.

### Современный репертуар
За время работы в театры было показано более 500 постановок по мотивам отечественной и мировой драматургии, произведениям русских и зарубежных классиков.
- 2003 год — «Женитьба» Н. Гоголя, постановка Игоря Черкашина
- 2005 год — «Кикимора» В. Илюхова, постановка Игоря Черкашина
- 2005 год — «Красная шапочка» Е. Шварца, постановка Олега Пронина
- 2005 год — «Дядя Ваня» А. Чехова, постановка Олега Пронина
- 2006 год — «Последние» М. Горького, постановка Игоря Черкашина
- 2008 год — «Мотылёк» Т. Гладилина, постановка Леонида Чигина
- 2008 год — «Арканзасское чудо или танцующий медведь» О. Харриса, постановка Игоря Черкашина
- 2008 год — «Огниво» Х. К. Андерсена, постановка Ларисы Леменковой
- 2008 год — «Принцесса Турандот» К. Гоцци, постановка Игоря Черкашина
- 2009 год — «Скупой» Ж.-Б. Мольера, постановка Игоря Черкашина
- 2009 год — «Деревья умирают стоя» А. Касоны, постановка Игоря Малова
- 2010 год — "Трамвай «Желание» Т. Уильямса, постановка Игоря Черкашина
- 2010 год — «Правда — хорошо, а счастье лучше» А. Островского, постановка Ирины Зубжицкой
- 2011 год — «Блэз» К. Манье, постановка Владимира Теуважукова
- 2011 год — «Забыть Герострата» Г. Горина, постановка Мусалима Кульбаева
- 2012 год — «Опасные связи» К. Хэмптона, постановка Искандера Сакаева
- 2012 год — «Примадонны» К. Людвига, постановка Александра Свечникова
- 2012 год — «Вот такая любовь» В. Гуркина, постановка Людмилы Исмайловой
- 2013 год — «Тень» Е. Шварца, постановка Сергея Золкина
- 2013 год — «Зойкина квартира» М. Булгакова, постановка Людмилы Исмайловой
- 2013 год — «Стасти», автор диалогов А. Чехов, постановка Линаса Мариюса Зайкаускаса

## Награды
Театр многократно награждался дипломами Всесоюзных и Всероссийских смотров искусства, удостаивался звания лауреата многочисленных фестивалей, в том числе и зарубежных.